# Isabella Blow
Isabella Blow (Londra, 19 novembre 1958 – Gloucester, 7 maggio 2007) è stata un'editrice britannica.
È stata l'editrice di un magazine inglese e un'icona internazionale di stile. Musa dello stilista di cappelli Philip Treacy, ha scoperto vari talenti nel mondo della moda come le modelle Stella Tennant, Sophie Dahl e lo stilista Alexander McQueen.

## Biografia
Nacque a Londra il 19 novembre del 1958 sotto il nome di Isabella Delves Broughton, primogenita del militare Sir Evelyn Delves Broughton e dell'avvocata Helen Mary Shore, i quali si separarono nel 1972 quando lei aveva 14 anni per divorziare definitivamente nel '74. Isabella aveva due sorelle, Julia e Lavinia, e un fratello, John, che morì annegato a soli due anni. Studiò alla Heathfield School (attualmente St Mary's School) ed in seguito intraprese gli studi da segretaria, lavorando per un periodo da precaria.
La Blow si trasferì a New York nel 1979 per studiare Arte cinese alla Columbia University, dividendo un appartamento con l'attrice Catherine Oxenberg. Un anno dopo, lasciò l'università per trasferirsi in Texas dove lavorò con Guy Laroche. Nel 1981 sposò Nicholas Taylor, dal quale divorziò nell'83, anno in cui fu presentata alla direttrice dell'edizione americana di Vogue Anna Wintour. Fu inizialmente assunta come sua assistente, ma non molto tempo dopo entrò nello staff di Andrè Leon Talley, divenuto poi redattore capo di Vogue. Mentre lavorava a New York strinse amicizia con gli artisti Andy Warhol e Jean-Michel Basquiat. Nel 1986 Isabella tornò a Londra per lavorare con Micheal Roberts, allora fashion director delle riviste Tatler e Sunday Times Style.
Nel 1989 sposò il suo secondo marito, l'Art Dealer (mediatore commerciale) Detmar Blow, nella cattedrale di Gloucester, sfoggiando un'acconciatura di Philip Treacy: da lì nacque con lo stilista una famosa amicizia, oltre che una grande collaborazione sul lavoro nel campo della moda. Notato il talento di Philip Treacy, la Blow lo fece trasferire nel suo appartamento a Londra, dove lavorò alla sua collezione. Presto iniziò a indossare i cappelli da lui creati, rendendoli parte del suo stile scoppiettante. Nel 2002 in un'intervista con Tamis Blanchard, dichiarò che indossava cappelli stravaganti per una ragione pratica: [...] "per tenere chiunque lontano da me. La gente dice: posso baciarti? E io rispondo no, grazie mille. Questo è il motivo per cui ho messo il cappello arrivederci. Non voglio essere baciata da chiunque ma solo dalle persone che amo."
Isabella aveva un talento naturale per la moda e buone idee per i futuri trend. Scoprì inoltre Alexander McQueen e acquistò la sua prima collezione per intero per 5 000 sterline, pagandola in rate settimanali da 100 dollari. Dopo aver conosciuto Sophie Dahl, la Blow la definì come una "grande bambola con il cervello" e la rese famosa lanciando la sua carriera. Nel 2002 diventò la protagonista di una mostra, una serie di schizzi e fotografie che la raffiguravano mentre indossava i cappelli disegnati da Treacy.
Nel 2005 si lanciò in un progetto insieme all'artista Matthieu Laurette, commissionato e fatto produrre alla Frieze Project 2005, che consisteva in una guida giornaliera della Frieze art Fair diretta dalla Blow e dagli esperti internazionali di moda come Peter Saville, Kira Joliffe e Bay Garnett. Poco prima della sua morte, era diventata direttrice creativa e stylist di una serie di libri sulla bellezza nel mondo Arabo: i libri furono prodotti dall'imprenditore di moda kuwaitiano Sheikh Majed al-Sabah, ma la Blow, per ragioni sconosciute, fu esclusa dal progetto e tentò di suicidarsi.

### La malattia e la tragica scomparsa
Verso la fine della sua vita, Isabella Blow si ammalò gravemente di depressione; un'amica della donna, Daphne Guinness, disse: "Lei era arrabbiata con McQueen (Alexander) perché non l'aveva aspettata prima di vendere il suo marchio a Gucci. Quando iniziarono le trattative di vendita, si era persa per strada. Tutti gli altri ebbero un contratto e lei ricevette solo un vestito gratis". Secondo un'intervista con Tamis Blanchard del 2002 fu la Blow a negoziare il contratto con il quale Gucci avrebbe acquistato l'etichetta McQueen.
La Blow era inoltre angustiata dai problemi economici (fu diseredata dal padre nel 1994) e dalla sterilità. Nella speranza di avere un bambino, la Blow e il marito provarono per otto volte senza successo una fecondazione in vitro. Dopo la separazione dal marito nel 2004 alla Blow fu diagnosticato un disturbo bipolare, per il quale fu sottoposta a delle sedute di elettroshock. Per un po' il trattamento sembrò funzionare e, dopo 18 mesi di separazione, Isabella e Detmar Blow tornarono insieme. Alla donna poco tempo dopo fu diagnosticato anche un tumore alle ovaie.
Depressa per il calo che aveva subito la sua carriera e per il cancro da cui era affetta, la Blow tentò più volte il suicidio: una volta assumendo una dose eccessiva di sonniferi e un'altra saltando dal ponte Hammersmith Flyover (nell'occasione si ruppe entrambe le caviglie). Il 7 maggio del 2007, dopo molti altri tentativi di togliersi la vita, morì avvelenata da un erbicida a Gloucester, in Inghilterra.

### Funerale
Il funerale di Isabella Blow si svolse 8 giorni dopo la sua morte, il 15 maggio 2007, nella cattedrale di Gloucester. Sulla bara, insieme ai fiori, fu posto anche un cappello dell'amico Philip Treacy.

## Filmografia
- Le avventure acquatiche di Steve Zissou (2004)